# Avenue Paul-Déroulède
L’avenue Paul-Déroulède est une voie située dans le quartier de Grenelle du 15e arrondissement de Paris.

## Situation et accès
Elle débute 15, avenue de Champaubert et se termine 45, avenue de La Motte-Picquet.

## Origine du nom

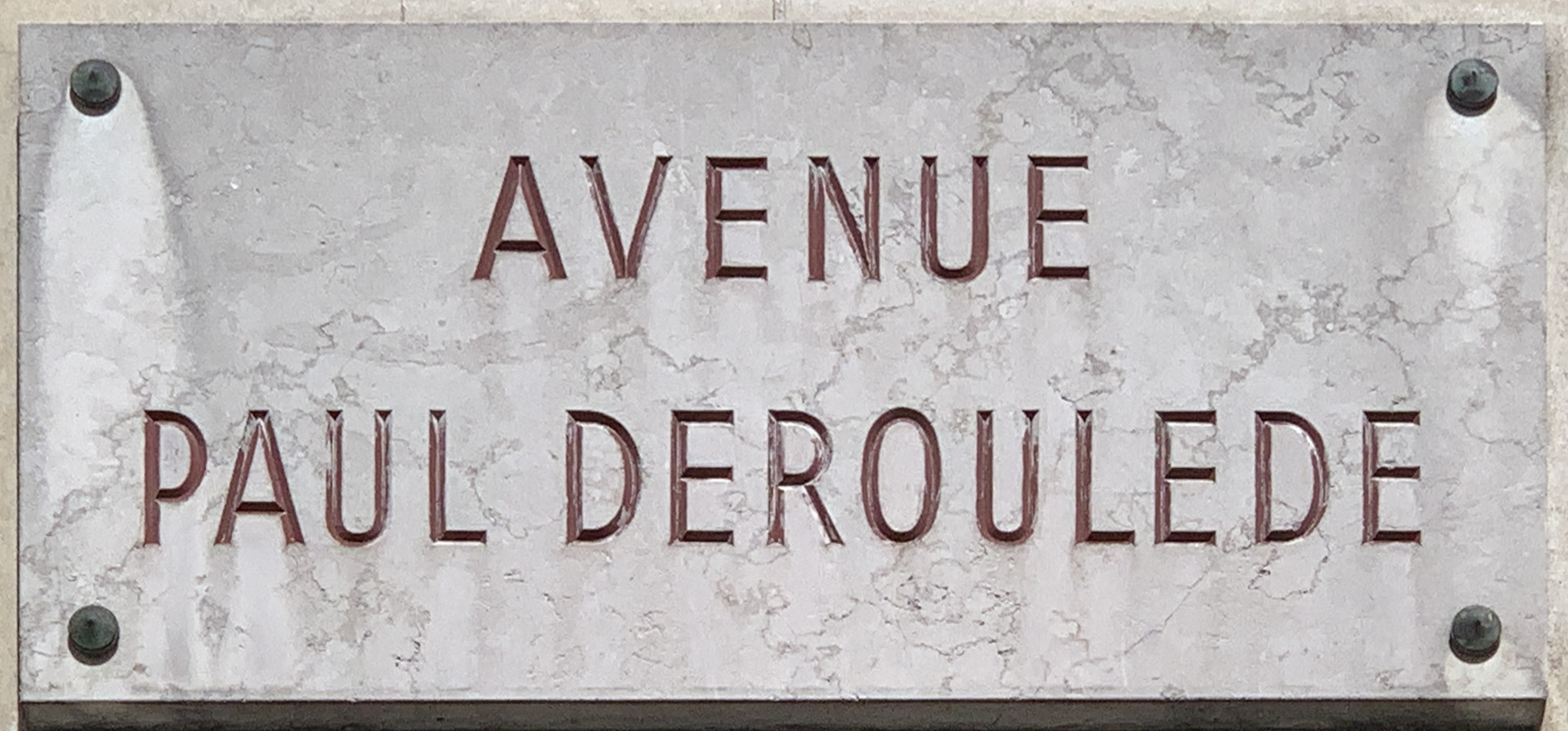
Plaque de l'avenue.

Son nom rend hommage au poète, romancier et homme politique nationaliste et antisémite, français Paul Déroulède (1846-1914).

## Historique
Cette voie a été classée dans les voies publiques de Paris par l’arrêté du 12 février 1935.
Il a existé une autre « avenue Paul-Déroulède » à Paris : située dans le 1er arrondissement, elle a reçu le nom d’avenue du Général-Lemonnier en 1957. Pendant vingt ans, il y a donc eu deux avenues Déroulède à Paris.